# Asia (musikalbum)
Asia är progrock-supergruppen Asias debutalbum, utgivet 1982. Gruppen fick en hit med singeln "Heat of the Moment" från albumet, vilket nådde förstaplatsen på Billboards albumlista.

## Låtlista
1. "Heat of the Moment" (Geoffrey Downes/John Wetton) - 3:54
2. "Only Time Will Tell" (Geoffrey Downes/John Wetton) - 4:48
3. "Sole Survivor" (Geoffrey Downes/John Wetton) - 4:52
4. "One Step Closer" (Steve Howe/John Wetton) - 4:18
5. "Time Again" (Geoffrey Downes/Steve Howe/Carl Palmer/John Wetton) - 4:47
6. "Dreams" (Geoffrey Downes/John Wetton) - 5:11
7. "Without You" (Steve Howe/John Wetton) - 5:07
8. "Cutting It Fine" (Geoffrey Downes/Steve Howe/John Wetton) 5:40
9. "Here Comes the Feeling" (Steve Howe/John Wetton) - 5:43

## Medverkande
- Geoffrey Downes - keyboards, sång
- Steve Howe - gitarr, sång
- Carl Palmer - percussion, trummor
- John Wetton - bas, keyboards, sång